# Czarnołozy
Czarnołozy – wieś w Polsce położona w województwie lubelskim, w powiecie chełmskim, w gminie Wojsławice.
W latach 1933–1953 miejscowość była siedzibą gminy Rakołupy. W latach 1975–1998 miejscowość administracyjnie należała do województwa chełmskiego. Obok miejscowości przepływa Wojsławka, niewielka rzeka dorzecza Wieprza. 
Wieś stanowi sołectwo gminy Wojsławice. Według Narodowego Spisu Powszechnego (III 2011 r.) liczyła 101 mieszkańców i była czternastą co do wielkości miejscowością gminy Wojsławice.
Wierni Kościoła rzymskokatolickiego należą do parafii św. Michała Archanioła w Wojsławicach.

## Historia
Czarnołozy to jedna z najstarszych miejscowości powiatu chełmskiego, wzmiankowana w roku 1359 pod nazwą Cziemnelozy. Od 1564 roku występuje jako Czarnołozy. W 1443 r. używano nazwy Olchów. Wieś należała wówczas do Parafii Rzymskokatolickiej w Wojsławicach. Według Słownika geograficznego Królestwa Polskiego z roku 1880 Czarnołozy stanowiły wieś w powiecie chełmskim, gminie Rakołupy, parafii Wojsławice. Według spisu z roku 1827  było tu 9 domów zamieszkałych przez 36 mieszkańców.

W 1885 r. folwark posiadał gruntów ornych i ogrodów mórg 99, pastwisk mórg 18, lasu mórg 49, nieużytki stanowiły 5 mórg, co razem dawało  mórg 171. Budynków z drzewa było 4.. W 1916 r. wieś należała do gminy Rakołupy. Mieszkało w niej wówczas 130 osób, w tym 13 Żydów. Według stanu na 1 kwietnia 1933 r. w miejscowości była siedziba gminy Rakołupy.